# Alberto Zeppieri
Alberto Zeppieri (Udine, 19 maggio 1953) è un produttore discografico italiano.

## Biografia
Alberto Zeppieri, nato il 19 maggio 1953 a Udine e milanese “di adozione”, è un produttore discografico (titolare e Direttore Artistico dell'etichetta "Numar Un", che vanta progetti distribuiti da Sony Music, Warner Music, Musica Jazz, Egea Records, Rai Trade, Plaza Mayor Company Ltd, EMI e altri ancora) e giornalista musicale che suona sax e flauto e compone testi e canzoni fin dai tempi della scuola.
Dalla primavera 2015 è stato nominato Presidente UNICEF del Comitato Provinciale della sua città, con delega ai progetti musicali e discografici, in particolare il format "Unici per UNICEF" da lui portato in donazione a Unicef Italia.
Socio e fondatore di Virgin Radio Italia (già gruppo Finelco, ora Gruppo Mediaset), procuratore speciale per i progetti discografici della Fondazione Lelio Luttazzi, Zeppieri ha collaborato a lungo con Sergio Endrigo, col quale ha firmato due album e una ventina di canzoni, tra cui “Dal destino infortunato” (Bungaro-Endrigo-Zeppieri), Premio Lunezia 2010 per il valore musical-letterario del testo.
Con Elisa ha realizzato il film “Lintver”, di cui Elisa ha composto l'intera colonna sonora.
Ornella Vanoni ha scritto con lui Buona Vita (Chantre-Vanoni-Zeppieri) e l'ha inclusa nell'album del 2007 Una bellissima ragazza (Epic - Sony).
Zeppieri ha poi collaborato con altri artisti italiani come Gianni Morandi, Massimo Ranieri, Simona Molinari, Gino Paoli, Gigi D'Alessio, Grazia Di Michele, Stefano Bollani, Remo Anzovino, Fabio Concato, Iva Zanicchi, Paolo Fresu, Bruno Lauzi, Giusy Ferreri, Gigliola Cinquetti, Ron, Peppino Di Capri, Antonella Ruggiero, Bungaro, Frankie hi-nrg mc e con artisti internazionali come Ian Anderson dei Jethro Tull, Tinkara, Gino Vannelli, Noa, Peter Cincotti, Kayah, Goran Bregović, Kaiti Garbi, Mafalda Arnauth, Bebe, Omar Sosa, Buika e ha firmato adattamenti creativi autorizzati di alcune loro canzoni.
Con Cesária Évora ha dato vita al progetto discografico “Capo Verde, terra d'amore”, una collana di cd realizzati con importanti musicisti e cantanti capoverdiani e italiani per il World Food Programme dell'ONU, in collaborazione con la Sony France e con Lusafrica – Parigi.
La canzone "Dottor Jekyll e Mister Hyde" scritta da Alberto Zeppieri con Lelio Luttazzi, accede al Festival di Sanremo 2013 tra i Big, interpretata da Simona Molinari in coppia con il pianista e compositore americano Peter Cincotti.
Nella primavera 2015 Zeppieri si è occupato della colonna sonora del film Rosso Mille Miglia, pellicola ambientata nel mondo della Mille Miglia, scrivendone - per la colonna sonora originale - i testi sulle musiche di Riccardo Rossini, autore della colonna sonora originale, ed occupandosi del coordinamento degli artisti chiamati ad interpretare le canzoni: Simona Molinari, Petra Magoni, Silvia Mezzanotte, Tinkara ecc. Il progetto è stato presentato ufficialmente all'Expo di Milano il 15 ottobre.
Il 21 dicembre, in occasione della Partita dei Campioni allo Stadio Olimpico di Roma, è stato presentato un progetto curato da Zeppieri per UNICEF Italia: una compilation con Phil Palmer, Numa, Toto Cutugno, Ornella Vanoni, Ron, Franco Fasano, Fabio Concato, Mariella Nava, Gigi D'Alessio, Silvia Mezzanotte, Grazia Di Michele e altri ancora. Assieme alle voci di tanti bambini: il Piccolo Coro dell'Antoniano (ambasciatori UNICEF), i Piccoli Cantori di Milano, il Piccolo Coro “Artemia” di Torviscosa, il coro francese “Dock des Mômes”, il giovane Cristian Imparato, la bambina Aurora (di undici anni) che duetta con Fiordaliso e altri, tra cui la cantante greca Kaiti Garbi (courtesy Tetraktys), le voci capoverdiane di Teofilo Chantre e Cesaria Evora (courtesy Lusafrica / Sony France), i contributi lirici degli Eroika con l'Orchestra Sinfonica della Radiotelevisione Slovena diretta da Patrik Greblo (courtesy Nika Records & Pat Kar Projekt), un testo inedito di Renato Zero donato al progetto e una versione mai cantata prima di una melodia di Noa, affidata alla voce di Grazia Di Michele.
Il 5 febbraio 2016 l'Antoniano annuncia i titoli delle dodici canzoni che parteciperanno al 59º Zecchino d'Oro. Tra queste compare "La vera storia di Noè" di Luttazzi-Zeppieri. Il 23 agosto 2016 il Comune di Vallefoglia (PU) commissiona al Maestro Javier Eduardo Maffei la musica e successivamente ad Alberto Zeppieri le liriche per l'inno ufficiale della Città di Vallefoglia, che viene intitolato "Radici e Ali", tradotto in croato ed in lettone e presentato ufficialmente il 30 settembre 2016 al Palazzetto dello Sport di Vallefoglia, con esecuzione del corpo bandistico "Giovanni Santi" di Colbordolo.
Il 24 febbraio 2017 l'Antoniano annuncia i titoli delle dodici canzoni che parteciperanno al 60º Zecchino d'Oro. Tra queste compare "Bumba e la Zumba", con testo di Alberto Zeppieri e musica di Bobby Solo.
Il 4 settembre 2020 l'Antoniano annuncia i titoli delle 14 canzoni che parteciperanno al 63 zecchino d'oro e compare "Pippo e la motoretta".
Nel corso del 2020 Alberto produce e pubblica numerosi lavori discografici, tra i quali: Ilhas (Jerusa Barros); Odyssey (DJ Thor); la trilogia “I messaggi di Medjugorje - volumi 1, 2 e 3” (“Padre” Cionfoli); “Ritratti d'Autore - Bindi , Bassignano &amp; Friends” (AA.VV.), che andrà in nomination alle Targhe Tenco 2021; 0202_2020 (Sismica) e “Capo Verde, terra d'amore - vol. 9” (AA.VV.), anch'esso in nomination alle Targhe Tenco 2021. Nel 2021, tra gli altri lavori di quell'anno, produce e pubblica: “All the time” dell'africano Lazbizi; la versione in doppio vinile di “Ritratti dell'Autore - Bindi, Bassignano &amp; Friends (AA.VV.) e soprattutto due speciali 33 giri di duetti estratti dalla collana “Capo Verde terra d'amore”: il primo è dedicato all'80º compleanno di Cesaria Evora (pubblicato il 24-08-2021) e il secondo celebra i dieci anni dalla sua scomparsa (pubblicato il 17-12-2021), entrambi presentati a Capo Verde con grande successo di pubblico e di stampa e la presenza delle maggiori autorità culturali e governative dell'arcipelago.
Seguono esperimenti come l'album “The Klyma” e “A km. Zero”. Nel 2023 Zeppieri realizza il lavoro che gli varrà, l'anno dopo, la sua prima vittoria come produttore discografico nella “Targa Tenco” riservata agli “album a progetto”. Il riconoscimento arriverà con il volume 1 dell'opera “Sarò Franco, canzoni inedite di Califano” (Azzurra Music), della quale Alberto risulterà co-autore, ideatore e produttore.
Sempre nel 2023 usciranno un album speciale dedicato a Bruno Lauzi (presentato in occasione del Premio a lui dedicato nel Comune di Anacapri) e l'album solista di Nisi dal titolo “Disco Diffuso”, realizzato con il contributo di NuovoIMAIE. Il 7 maggio 2023 Alberto Zeppieri ritira a Roma, assieme all'artista slovena Tinkara, il premio “Tulipani di Seta Nera” per la produzione e la realizzazione del miglior videoclip a tema sociale, con l'opera “Peace for Ukraine”, che vede coinvolti una ventina di artisti internazionali e che vince anche altri premi speciali nell'ambito di quella rassegna.
Nel 30 marzo 2024 Azzurra Music pubblica il singolo “Serenata a Roma/Il resto è noia”, prodotto da Zeppieri grazie all'ausilio dell'Intelligenza Artificiale, che ha permesso di recuperare la voce di Franco Califano da una vecchia audicassetta - provino risalente al 1983. Da segnalare inoltre la pubblicazione del volume 2 di “Sarò Franco, canzoni inedite di Califano” (Azzurra Music) e la ristampa dell'album “30 anni di swing - Remastered edition 2024” di Lelio Luttazzi (Universal Music).

## Eventi organizzati
Questa lista è suscettibile di variazioni e potrebbe essere incompleta o non aggiornata.

- Sole Cuore e Amore per l'UNICEF (Direttore Artistico ed organizzatore)
- Concerto sul Confine 2005 (Direttore Artistico ed organizzatore)
- Moret d'Aur (Direttore Artistico per 7 edizioni consecutive)
- La 40 ore di Cividale (Direttore Artistico ed organizzatore)
- Festival Internazionale di Voci Femminili (Direttore Artistico delle 3 edizioni sinora realizzate)
- Notte Ducale (Direttore Artistico di tutte le edizioni realizzate)
- Il Gala delle Donne (Direttore Artistico)
- Gran Varietà (Direttore Artistico)
- Dubai International Music Festival (in fase di realizzazione)
- Sanremo Jazz Festival (teatro Ariston e teatro dell'Opera presso il Casino di Sanremo)
- Festa dell'Indipendenza di Capo Verde (in collaborazione con il Consolato Onorario di Milano)

## Premi
- 2007 Premio Lunezia – per il valore musical-letterario dell'album “Una bellissima ragazza”
- 2009 Premio Lunezia – per il valore musical-letterario del brano “Dal destino infortunato”
- 2009 Premio Moret d'Aur – all'album “Capo Verde, terra d'amore” vol. 1
- 2012 Premio Notte Ducale – all'album “Capo Verde, terra d'amore” vol. 2
- 2013 Premio Moret d'Aur – Moret speciale per tutti i risultati artistici dell'anno 2013

## Discografia

### Album
- 1977 Un giorno d'aprile – Maurizio Tatalo (RCA Italiana) (in veste di autore)
- 1980 Furlanadis – Toni Merlot (AVF 983) (in veste di autore)
- 2004 Cjantant Endrigo – Sergio Endrigo e AA. VV. (Numar Un, SE 1-04) (autore e produttore discografico per la Numar Un)
- 2004 Enigma – Tinkara (Dallas/Numar Un, TK 3-04) (autore e produttore discografico per la Numar Un)
- 2005 In Marilenghe – Bruno Lauzi e AA. VV. (Numar Un, BL 8-05) (autore e produttore discografico per la Numar Un)
- 2006 Ascoltami / Voci a NordEst – AA. VV. (Numar Un, AV 9-06) (autore e produttore discografico per la Numar Un)
- 2006 Lintver – Elisa (Numar Un, LTV-06) DVD a tiratura limitata (in veste di produttore discografico per la Numar Un)
- 2006 CioccoLatino – Bruno Lauzi (Rai Trade) (in veste di autore)
- 2007 Conciert pe Fieste dal Friûl – Bruno Lauzi e AA. VV. (Numar Un, FF 18-07) (autore e produttore - per la Numar Un)
- 2009 Capo Verde, terra d'amore vol. 1 – Cesaria Evora e AA. VV. (Sony 88697530892) (autore e produttore - Numar Un / Sony)
- 2010 Capo Verde, terra d'amore vol. 2 – Cesaria Evora e AA. VV. (Microcosmo, MCD 029) (autore e produttore - Numar Un)
- 2010 Endrigo in Jazz - Barbara Errico (Dodicilune) (produttore discografico per la Numar Un)
- 2010 Speranza - Solange Cesarovna (Rai Trade) (autore e produttore - Numar Un)
- 2012 Capo Verde, terra d'amore vol. 3 – Cesaria Evora e AA. VV. (Egea, INC 140) (autore e produttore - Numar Un)
- 2012 Senhora Evora – Cristiano Malgioglio (CMR 001) (in veste di co-autore assieme a Malgioglio)
- 2013 Per Pianoforte e Amici – Lelio Luttazzi, Mina, Stefano Bollani, Sophia Loren, Renzo Arbore, Arisa e altri (Warner 5053105672721) (in veste di produttore discografico per la Fondazione Lelio Luttazzi / Warner Music)
- 2013 Buona Vita – Kaiti Garbi (Egea, INC 160) (autore e produttore - Numar Un)
- 2013 Orizzonti – Karin Mensah (Egea, INC 165) (autore e produttore - Numar Un)
- 2013 Cristian Imparato – Cristian Imparato (Self) (autore e produttore artistico)
- 2013 Capo Verde, terra d'amore vol. 4 – AA. VV. (Egea, INC 171) (autore e produttore - Numar Un)
- 2014 Capo Verde, terra d'amore vol. 5 – AA. VV. (Musica Jazz, MJ 1279) (autore e produttore - Numar Un)
- 2014 Lelio Swing – Lelio Luttazzi, Musica Nuda, Mina, Fabio Concato, Lucio Dalla e AA. VV. (Musica Jazz, MJ 1287) (autore e produttore - Numar Un / Fondazione Lelio Luttazzi)
- 2015 Do Ut Jes – J3S (Egea, INC 190) (autore e produttore artistico - Numar Un)
- 2015 Frames – Roberto Marino (Plaza Mayor Company) (autore e produttore - Numar Un / Plaza Mayor Company)
- 2015 Anna 2.0 – Anna Nash (Plaza Mayor Company) (autore e produttore - Numar Un / Plaza Mayor Company)
- 2015 Momenti di Jazz – Sergio Endrigo & AA. VV. (Musica Jazz, MJ 1298) (autore e produttore - Numar Un)
- 2015 Lets Talk Music vol. 1 – Dj Thor (Plaza Mayor Company) (autore e produttore - Numar Un / Plaza Mayor Company)
- 2015 Capo Verde, terra d'amore vol. 6 – AA. VV. (Egea, INC 208) (autore e produttore - Numar Un)
- 2015 Frikandò – Fiordaliso (Sonomusica - Believe) (autore e produttore artistico)
- 2015 La compagnia dei solitari – Pablo Perissinotto (Numar Un, PP 48–15) (autore)
- 2015 Di un solo colore – Jerusa Barros (Egea, INC 210) (autore e produttore artistico)
- 2015 100% Frank, 1915-2015 Tribute to Sinatra – Frank Sinatra & AA. VV. (Musica Jazz, MJ 1301)  (autore e produttore - Numar Un)
- 2015 Noi siamo Amore, Noi siamo UNICEF – AA. VV. (Numar Un, AV 49-15)  (autore e produttore - Numar Un / Unicef)
- 2016 The Anzovino experience – Dj Thor (Plaza Mayor Company) (autore e produttore - Numar Un / Plaza Mayor Company)
- 2016 40 Years Of Great Italian Melodies - vol. 1 – Milk and Coffee (Plaza Mayor Company) (autore e produttore - Numar Un / Plaza Mayor Company)
- 2016 The Sound Machine – Vinny Cryme (Plaza Mayor Company) (autore e produttore - Numar Un / Plaza Mayor Company)
- 2016 Lauzi cantava il jazz – Bruno Lauzi & Co. (Musica Jazz) (autore e produttore - Numar Un / Plaza Mayor Company)

### Edizioni speciali
- 2005 Altre Emozioni – Sergio Endrigo (Rai Trade), canzone “Milnûfcentcuarantesiet”
- 2005 Omaggio a Piovani – Mikrokosmos (Dautore), “Cjançon dal maldilune”
- 2007 Una bellissima ragazza – Ornella Vanoni (Sony), canzone “Buona Vita”
- 2008 Grande Sud – Eugenio Bennato (Italian Records), “Incanto”
- 2008 Historias – Edorado De Angelis (Il Manifesto), “L'anima intera”
- 2009 Best of – Tinkara (Dallas), “Quello che”
- 2009 Je m'adore – Cristiano Malgioglio (Saifam), “Pioggia amica, pioggia di speranza”
- 2010 Best of Lura – Lura (Lusafrica 562652), “Amori”
- 2013 Dr Jekyll Mr Hyde – Simona Molinari (Warner 5053105647224), “Dr Jekyll Mr Hyde” e “Buonanotte Rossana”
- 2014 ΠΕΡΙΕΡΓΕΣ ΜΕΡΕΣ (Perierges Meres) - Kaiti Garbi (Universal), "Buona Vita"
- 2015 Rosso Mille Miglia – Limited Edition of Original Soundtrack Extract - Music by Riccardo Rossini - Interpreti: AA. VV. (Silvius) - Simona Molinari “Amami, Prendimi, Guidami”
- 2015 Rosso Mille Miglia – Limited Edition of Original Soundtrack Extract - Music by Riccardo Rossini - Interpreti: AA. VV. (Silvius) - Silvia Mezzanotte “Correre con te”
- 2015 Rosso Mille Miglia – Limited Edition of Original Soundtrack Extract - Music by Riccardo Rossini - Interpreti: AA. VV. (Silvius) - Petra Magoni feat. Vincenzo Vasi “Mille Miglia ancora”
- 2016 Best of – Dorota Miśkiewicz (Sony Poland), “So già”
- 2016 Tête à tête con i Nuovi Angeli (Al 50º anno), "Hey, amore" e "Wonderful People" https://itunes.apple.com/us/album/tete-tete-con-i-nuovi-angeli/id1131673052
- 2016 "Radici e Ali" - inno ufficiale della Città di Vallefoglia (PU), scritto da Javier Eduardo Maffei e Alberto Zeppieri

### Singoli
- 1977 Un giorno d'aprile – Maurizio Tatalo (RCA Italiana)
- 1978 Bye Bye Love – Italo Nicoletti (SRM, NZ/45015)
- 1980 Guarda dove vai! – Ierioggidomani (SRM)
- 1980 La bande dall'Udinês – Dario Zampa (SRM)
- 1980 Scaravente un tai – Toni Merlot (AVF)
- 1980 Song for Cindy – Albert Dee Jay (SRM)
- 2005 Quello che – Tinkara (Dallas - EMI)
- 2006 Movyda – Tinkara (Dallas - EMI)
- 2007 Buona Vita – Ornella Vanoni (Sony)
- 2013 Dr Jekyll Mr Hyde – Simona Molinari e Peter Cincotti (Warner)[1]
- 2014 Dimmi chi sei – Anna Nash (Plaza Mayor Company Ltd)[2]
- 2014 Je t'aime – Anna Nash (Plaza Mayor Company Ltd)[3]
- 2014 Cuori di ossigeno – Tinkara (Numar Un - T-Key Music)[4]
- 2015 EC-Citazioni – J3S (Egea Music)[5]
- 2015 Male – Fiordaliso (Sonomusica - Believe)[6]
- 2015 Eclissi totale – Fiordaliso feat. Kaspar Capparoni (Sonomusica - Believe)[7]
- 2015 A casa per Natale – Fiordaliso feat. Aurora (Sonomusica - Believe)[8]
- 2016 Fly 1214 - Anna Nash (Plaza Mayor Company Ltd.)
- 2016 Come nave, come neve - Milk and Coffee (Plaza Mayor Company Ltd.)
- 2016 Cosmopolitan On The Rocks - Vinny Cryme (Plaza Mayor Company Ltd.)

### Progetti realizzati e/o pubblicati all'estero
- 2004 Enigma – Tinkara (Dallas/Numar Un, TK 3-04), pubblicato anche in Slovenia
- 2005 Quello che – Tinkara, registrato a Lubiana e Capodistria
- 2006 Movyda – Tinkara, registrato a Lubiana e Capodistria
- 2011 Vele al vento – Kayah e Teofilo Chantre, registrato a Varsavia (Polonia), Kayax Studios
- 2011 Occhi di Xandinha – Tito Paris, registrato a Mindelo, Studio La Villa (Capo Verde)
- 2011 Luna – Princezito, registrato a Mindelo, Studio La Villa (Capo Verde)
- 2012 Zuljenie – Eroika (GK 25-07), pubblicato in Slovenia
- 2012 Mamma Africa – Karin Mensah e Dany Silva, registrato a Lisbona, studio Vale des Lobos (Portogallo)
- 2012 So già – Stefano Bollani e Dorota Miśkiewicz, registrato a Varsavia, studio Soundandmore (Polonia)
- 2012 Maldamore – Ian Anderson e Tinkara, registrato a Lubiana (Tinkara) e Londra (Anderson)
- 2013 Almablava – Franca Masu (Harmonia Mundi – World Village), pubblicato anche in Spagna
- 2013 Buona Vita – Kaiti Garbi, musiche registrate ad Atene, pubblicato anche in Grecia
- 2014 Rondò – Anna Nash (Plaza Mayor Company Ltd), pubblicato a Hong Kong
- 2014 Cuori di ossigeno – Tinkara, registrato a Novo Mesto (Slovenia)
- 2015 Frames – Roberto Marino (Plaza Mayor Company)
- 2015 Anna 2.0 – Anna Nash (Plaza Mayor Company)
- 2015 Lets Talk Music vol. 1 – Dj Thor (Plaza Mayor Company)
- 2016 The Anzovino experience – Dj Thor (Plaza Mayor Company)
- 2016 40 Years Of Great Italian Melodies - vol. 1 – Milk and Coffee (Plaza Mayor Company)
- 2016 The Sound Machine – Vinny Cryme (Plaza Mayor Company)

### Principali duetti prodotti
- 2009 Crepuscolare solitudine - Cesaria Evora e Gianni Morandi (Sony 88697530892)
- 2009 Buona Vita – Ornella Vanoni e Teofilo Chantre (Sony 88697530892)
- 2009 Ricordo d'Infanzia - Cesaria Evora e Gigi D'Alessio (Sony 88697530892)
- 2009 Sull'Avenida Marginal – Mario Lavezzi e Antonino (Sony 88697530892)
- 2009 Incanto – Eugenio Bennato e Teofilo Chantre (Sony 88697530892)
- 2009 Segreti al Chiar di Luna – Lucilla Galeazzi e Peppe Voltarelli (Sony 88697530892)
- 2011 La Voce dell'Amore – Cesaria Evora e Ron (MCD 029)
- 2011 Vele al Vento – Kayah e Teofilo Chantre (MCD 029)
- 2011 Donna, Madre e Sposa – Solange Cesarovna e Bonga (MCD 029)
- 2011 A-Mar-O-Mar – Musica Nuda e Omar Sosa (MCD 029)
- 2011 Un Tango – Massimo Ranieri e Franca Masu (MCD 029)
- 2011 Malacqua - Paola Iezzi e Carlo Marrale (MCD 029)
- 2012 Santo Me – Gino Paoli e Remo Anzovino (Egea - INC 140)
- 2012 Mamma Africa – Karin Mensah e Dany Silva (Egea - INC 140)
- 2012 Maldamore – Ian Anderson e Tinkara (Egea - INC 140)
- 2012 So Già – Stefano Bollani e Dorota Miśkiewicz (Egea - INC 140)
- 2012 I Fiori di Domani – Mariella Nava e Teofilo Chantre (Egea - INC 140)
- 2013 Dr Jekyll Mr Hyde – Simona Molinari e Peter Cincotti (Warner 5053105647224)
- 2013 Dr Jekyll Mr Hyde – Simona Molinari e Lelio Luttazzi (Warner 5053105672721)
- 2013 Muleta Mia – Danilo Rea e Rita Marcotulli (Warner 5053105672721)
- 2013 Buona Vita_Kali Zoi – Ornella Vanoni e Kaiti Garbi (Egea - INC 160)
- 2013 Anime – Kaiti Garbi e Maurizio Lauzi (Egea - INC 160)
- 2013 Se Nioto_Ti Sento – Kaiti Garbi e Carlo Marrale (Egea - INC 160)
- 2013 Se Questo Fosse un Film – Toto Cutugno e Kaiti Garbi (Egea - INC 160)
- 2013 La Straniera – Righeira e Maria de Barros (Egea - INC 171)
- 2013 La Parola (Perdonare) – Ornella Vanoni e Gino Paoli (Egea - INC 171)
- 2013 Leggerezza – Gigliola Cinquetti e Costantino Teodori (Egea - INC 171)
- 2013 Fragile Amore – Karin Mensah e Teofilo Chantre (Egea - INC 171)
- 2013 Luna – Princezito e Iskra (Egea - INC 171)
- 2014 Pianto di Mamma Terra – Fabio Concato e Fabrizio Bosso (MJ 1279)
- 2014 Innamoriamoci – Fausto Cigliano e Iskra (MJ 1287)
- 2015 Caruso – Iskra e Gigi D'Alessio (P.M.C.)
- 2015 Tempo al Silenzio – Maria Nazionale e Cristiano Malgioglio (Egea - INC 208)
- 2015 Sei la vita – Bobby Solo e Mariana Ramos (Egea - INC 208)
- 2015 Eclissi totale – Fiordaliso feat. Kaspar Capparoni (Sonomusica - Believe)[7]
- 2015 A casa per Natale – Fiordaliso feat. Aurora (Sonomusica - Believe)[8]
- 0000[non chiaro] Almeno Tu nell'Universo - Elisa e Bruno Lauzi (mai pubblicato) – TBR
- 0000[non chiaro] Ricordando Capo Verde – Gigliola Cinquetti e Teofilo Chantre - TBR